# San Diego Zest FC

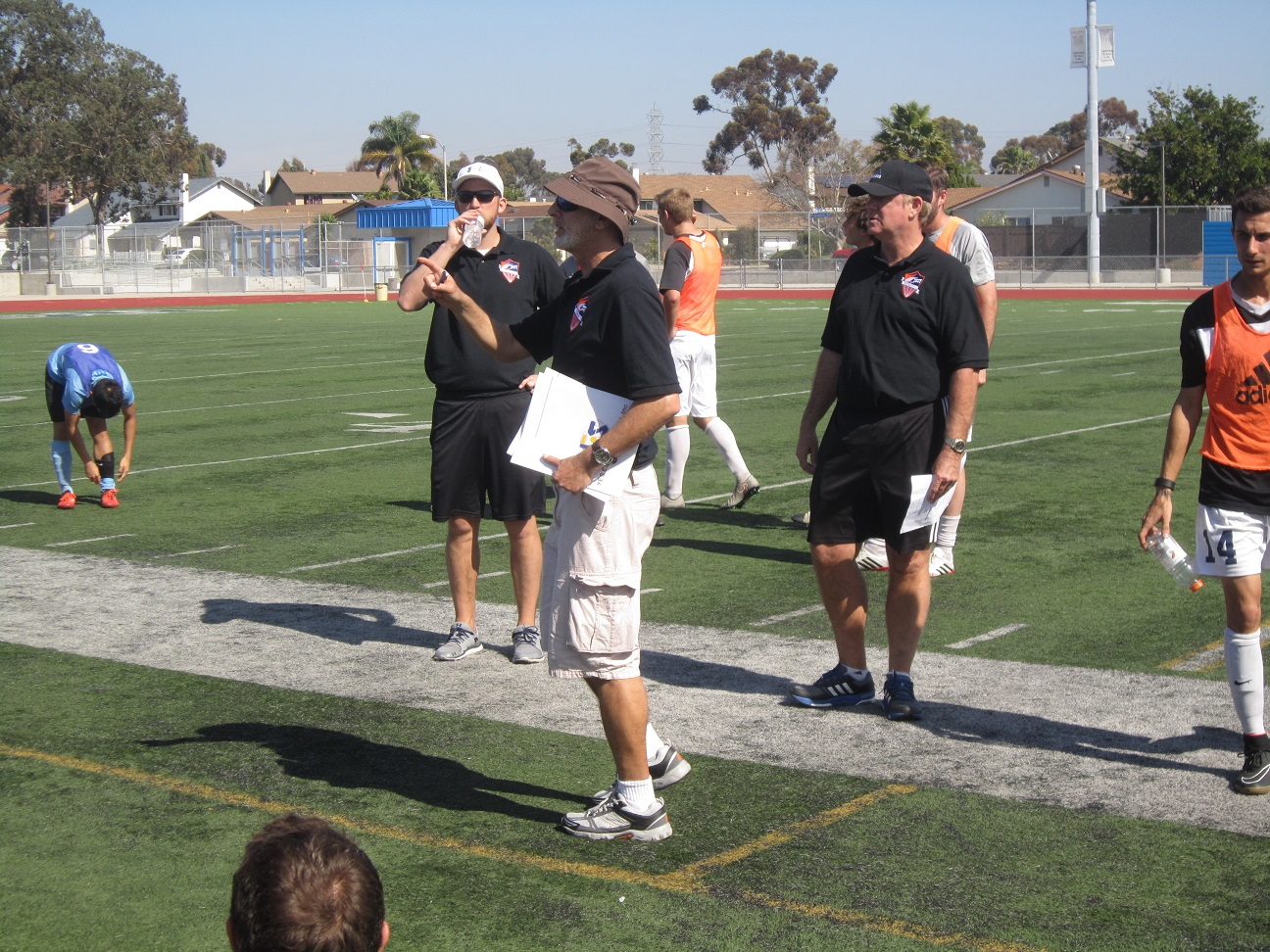
Cuerpo técnico del San Diego Zest FC para la temporada 2016.

El San Diego Zest FC es un equipo de fútbol de los Estados Unidos que milita en la USL League Two, la cuarta división de fútbol en el país.

## Historia
Fue fundado en el año 2016 en la ciudad de San Diego, California por la San Diego Sports Authority, compañía de gerencia deportiva. El proyecto de crear al club inició en 2014 y anunciaron la inclusión de un equipo de expansión de San Diego, California para la temporada 2016 en la antiguamente conocida como USL PDL.

## Colores
Los colores del club son anaranjado, azul y blanco.

## Entrenadores
- Cem Tont (2016-)[2]